# Boots and Braces / Voice of Britain
 (septembre 2017).
Si vous disposez d'ouvrages ou d'articles de référence ou si vous connaissez des sites web de qualité traitant du thème abordé ici, merci de compléter l'article en donnant les références utiles à sa vérifiabilité et en les liant à la section « Notes et références ».
Albums de Skrewdriver
Warlord
(1989) The Strong Survive
(1990)
Boots and Braces / Voice of Britain  est une compilation de deux EP du groupe de punk rock britannique Skrewdriver, sortie exclusivement en Allemagne, en 1990.

## Présentation
Les deux EP Boots and Braces et Voice of Britain, sortis précédemment individuellement en 1987, marquent clairement le tournant nationaliste que prend Skrewdriver, passant de ce fait de la scène Oi! au rock anticommuniste, sous l'influence de son frontman, Ian Stuart, alors tombé depuis déjà quelques années sous la coupe des idéaux d'extrême droite[non neutre]. Il manque, cependant, le dernier titre de l'album Voice of Britain, When the boat comes in.
L'EP Boots and Braces comprend deux reprises de chansons datant de l'époque de l'album All Skrewed Up (1977), I Don't Like You et An-Ti-So-Cial, ainsi que les 3 trois chansons du maxi Built Up, Knocked Down, sorti en 1979. C'est après la sortie de ce maxi, en 1979, que le groupe se sépare, les membres ne voulant pas suivre le chanteur dans la voie du nationalisme et du racisme. Celui-ci reforme le groupe deux ans plus tard, ne cachant plus dans ses paroles sa xénophobie, son anticommunisme et son nationalisme.

## Liste des titres
| 1.    | Back With a Bang       | Boots and Braces (1987)                          | 3:45 |
| 2.    | I Don't Like You       | Boots and Braces / All Skrewed Up (1977)         | 1:47 |
| 3.    | Built Up, Knocked Down | Boots and Braces / Built Up, Knocked Down (1979) | 4:25 |
| 4.    | A Case of Pride        | Boots and Braces / Built Up, Knocked Down        | 2:14 |
| 5.    | Breakout               | Boots and Braces / Built Up, Knocked Down        | 2:39 |
| 6.    | Tearing Down the Wall  | Boots and Braces                                 | 2:14 |
| 7.    | Boots and Braces       | Boots and Braces                                 | 3:19 |
| 8.    | Antisocial             | Boots and Braces / All Skrewed Up                | 1:57 |
| 9.    | White Power            | Voice of Britain (1987)                          | 1:55 |
| 10.   | Smash the IRA          | Voice of Britain                                 | 2:15 |
| 11.   | Shove the Dove         | Voice of Britain                                 | 1:39 |
| 12.   | Sick Society           | Voice of Britain                                 | 2:33 |
| 13.   | Voice of Britain       | Voice of Britain                                 | 2:35 |
| 14.   | On the Streets         | Voice of Britain                                 | 2:47 |
| 15.   | Invasion               | Voice of Britain                                 | 1:54 |
| 37:57 |                        |                                                  |      |